# Bojeså
Bojeså (også Grumsholm Å, på tysk: Bojesau, Grumsholmer Bek) er et lille tilløb til Trenen, beliggende i Treja Sogn (Arns Herred) i Sydslesvig i det nordlige Slesvig-Holsten. Åen uspringer ved Vestermose nord for Arnfjoldemark og passerer Gejlvang og Ibland, inden den nord for Treja udmunder i Trenen.
Åen er første gang nævnt 1605. Forleddet er snaret mandsnavn Boje, kendt bl. a. fra nabosognet Fjolde. Efterleddet varierede fra Bojesgrav (→Boiens groef), Bojesvad (→Boyeswadt) til nu Bojeså. Åens andet navn er Grumsholm Å eller Grumsholm Bæk efter stednavnet Grumsholm (Gromsholm), afledt af mandsnavn Grumi / Grumme.